# Wepwawet
Wepwawet (ook geschreven als Oepoeaoet of Upuaut), spreek uit: Oep-oe-a-oet, was een god uit de Egyptische mythologie. Zijn cultuscentrum lag in de plaats Lycopolis, het huidige Assioet, hoofdstad van de 13de nome van Opper-Egypte.
Zijn naam betekent 'de opener van de wegen', omdat hij oorspronkelijk een oorlogsgod was die de wegen moest vrijmaken voor het leger. Hij werd afgebeeld als een wolf, vandaar de naam Lycopolis, dat wolvenstad betekent. Ook zou hij de farao op de jacht vergezellen.
Later kreeg Wepwawet, doordat hij gezien werd als oorlogsgod, en dus de dood, ook de taak om de woestijnweg naar de begraafplaats vrij te maken. Dit werd ook geassocieerd met de god Anubis, vandaar dat hij ook als jakhals werd afgebeeld en de titel 'Heer van het heilige land' kreeg. Hij speelde een belangrijke rol bij de begrafenis van Osiris in Abydos.

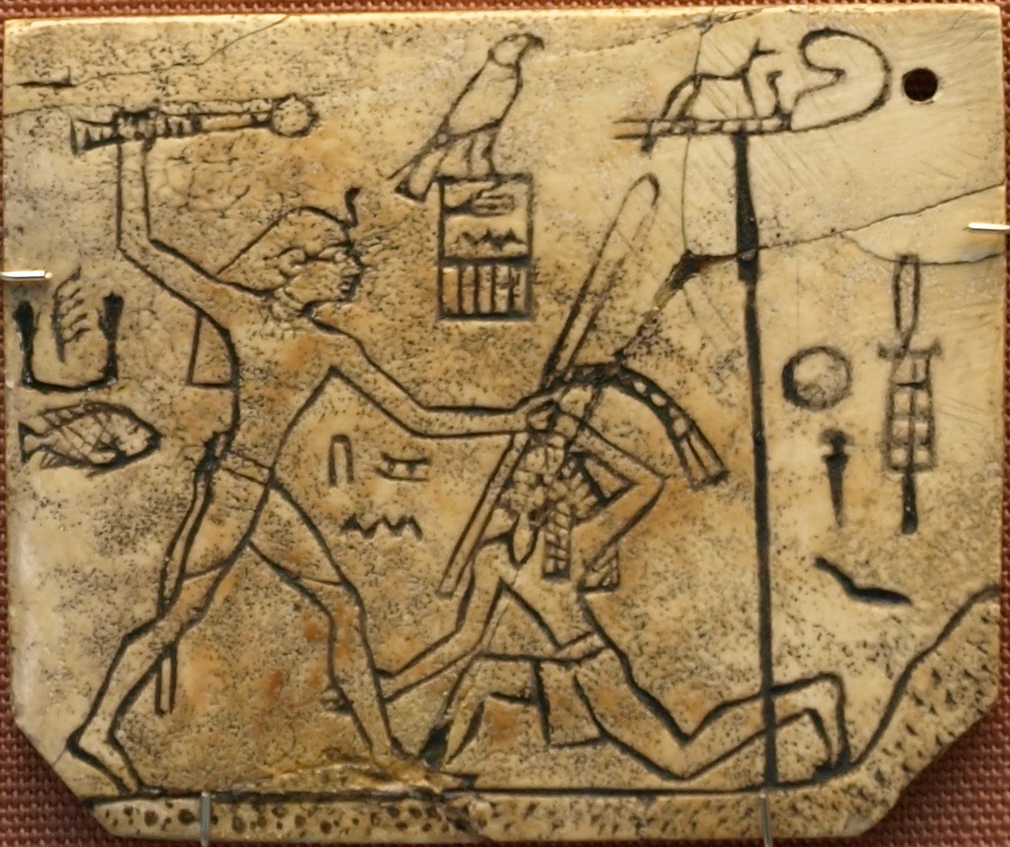
Ivoren label uit Abydos die de overwinning van Den weergeeft.
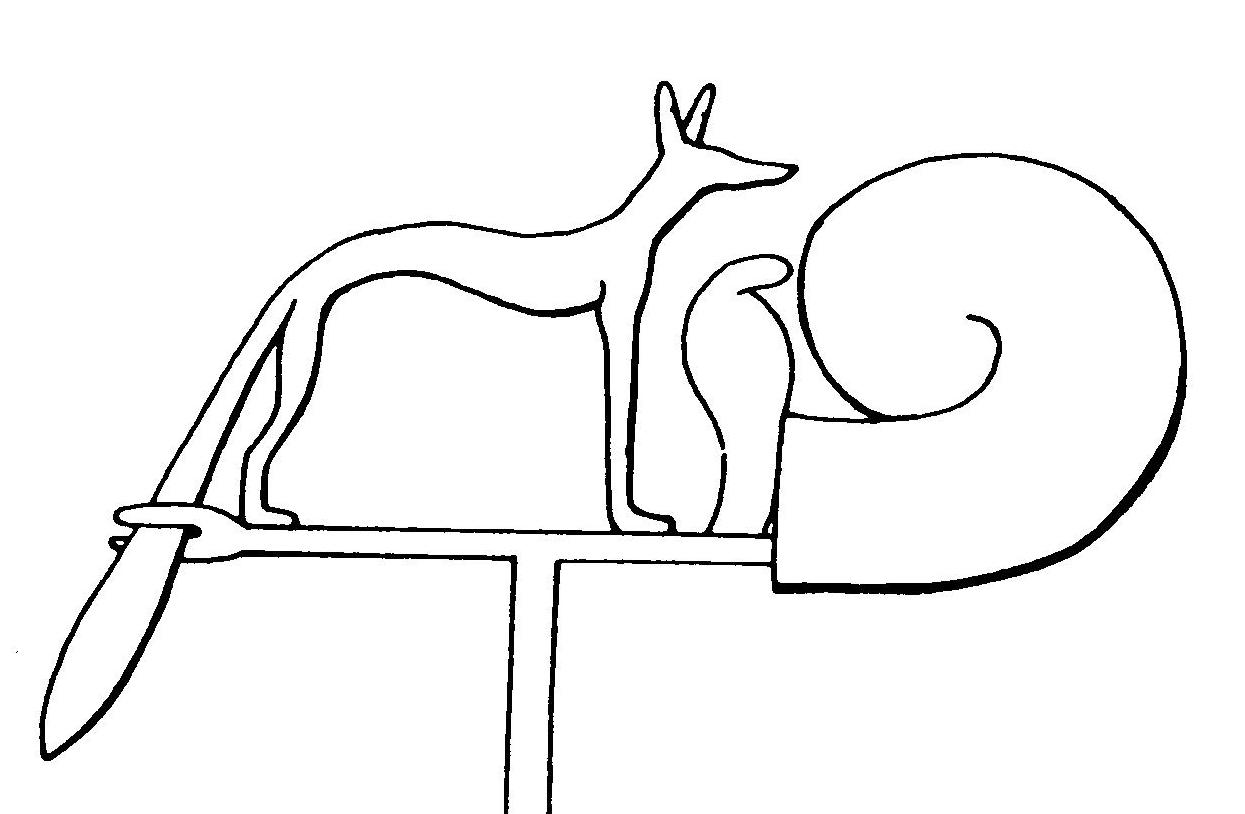
Wepwawet
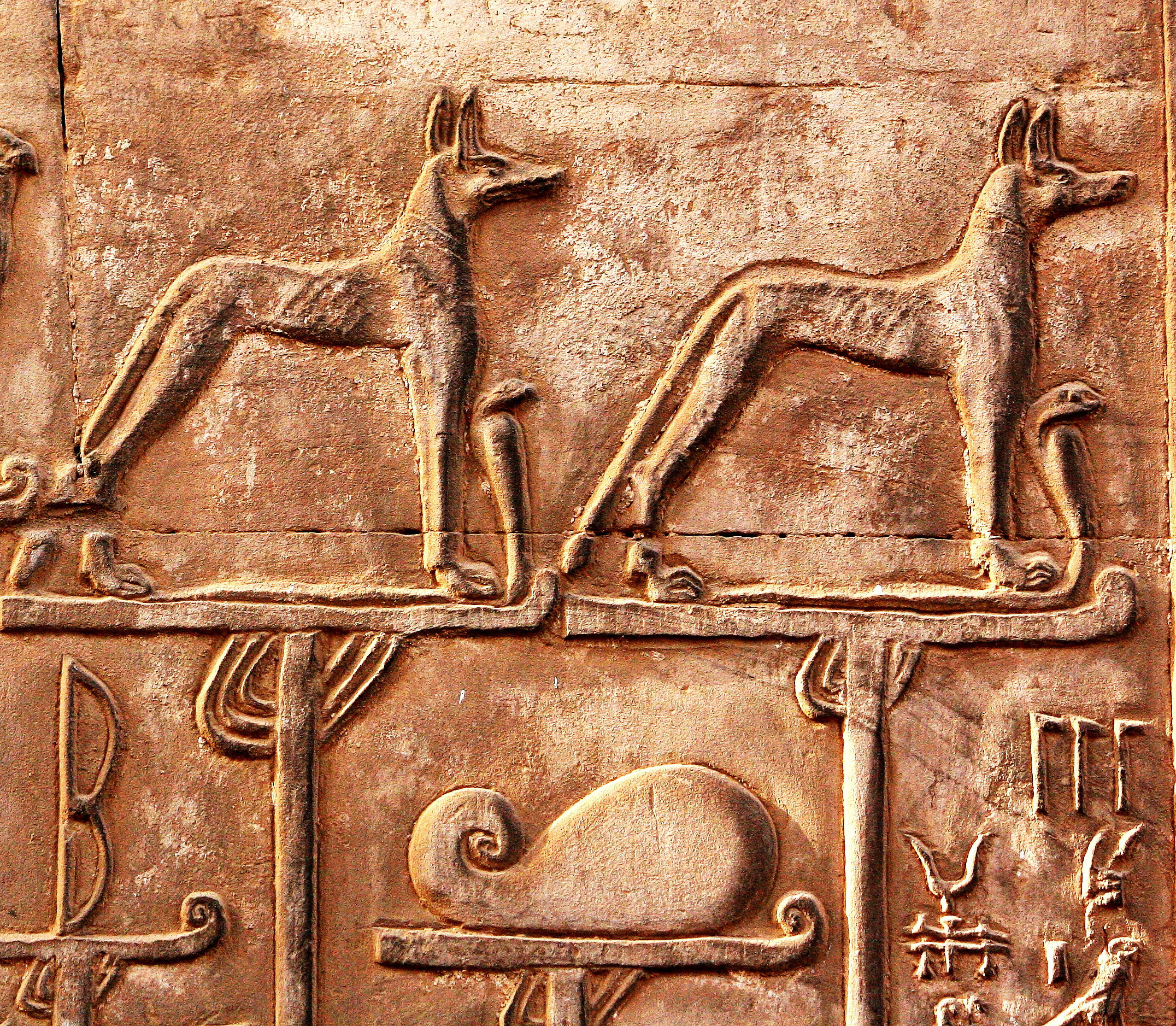
Wepwawet in de Tempel van Kom Ombo